# 杰弗里·珀金斯
杰弗里·珀金斯（英語：Jeffrey Perkins），美国音频工程师。他因电影与狼共舞赢得了奥斯卡最佳音响效果奖。自1984年起，珀金斯曾参与超过120部电影的制作。

## 部分影视作品
- 与狼共舞 (1990)[1]
- 最后的雨林（英语：FernGully: The Last Rainforest） (1992)
- 圣诞老人 (1994)
- 我不笨所以我说说说 (1995)
- 天翻地覆（英语：See Spot Run） (2001)